# Liste der Bodendenkmale in Wennigsen (Deister)
In der Liste der Bodendenkmale in Wennigsen sind die Bodendenkmale der niedersächsischen Gemeinde Wennigsen (Deister) aufgeführt. Die Quelle ist der Denkmalatlas Niedersachsen. 

Wennigsen (Deister) in der Region Hannover

Der Stand der Liste ist der 17. Januar 2025.

## Allgemein
In den Spalten finden sich folgende Informationen des Bodendenkmales:
| Lage         | geographische Koordinaten                                                           |
| Bezeichnung  | Bezeichnung lt. Denkmalatlas                                                        |
| Beschreibung | Beschreibung lt. Denkmalatlas                                                       |
| ID           | Objekt-ID                                                                           |
| Bild         | Bild, ggf. zusätzlich mit Link zu weiteren Fotos im Medienarchiv Wikimedia Commons. |

## Bredenbeck
| Lage                        | Bezeichnung              | Beschreibung                                                          | ID       | Bild |
| --------------------------- | ------------------------ | --------------------------------------------------------------------- | -------- | ---- |
| 52° 13′ 58″ N, 9° 37′ 41″ O | Bredenbeck 17, Grabhügel | Durchmesser ca. 15 m und Höhe ca. 1 m.                                | 28971430 | BW   |
| 52° 14′ 20″ N, 9° 36′ 37″ O | Bredenbeck 18, Grabhügel | Durchmesser ca. 10 m und Höhe ca. 0,6 m.                              | 28971432 | BW   |
| 52° 14′ 24″ N, 9° 36′ 36″ O | Bredenbeck 19, Grabhügel | Durchmesser ca. 10 m und Höhe ca. 0,6 m.                              | 28971433 | BW   |
| 52° 14′ 7″ N, 9° 36′ 37″ O  | Bredenbeck 20, Grabhügel | Durchmesser ca. 10 m und Höhe ca. 0,4 m, eine Hälfte stark verflacht. | 28971431 | BW   |
| 52° 14′ 6″ N, 9° 36′ 35″ O  | Bredenbeck 21, Grabhügel | Durchmesser ca. 12 m und Höhe ca. 0,6 m. Von Schwarzwild aufgewühlt.  | 28971435 | BW   |
| 52° 14′ 7″ N, 9° 36′ 35″ O  | Bredenbeck 22, Grabhügel | Durchmesser ca. 15 m und Höhe ca. 0,7 m, alte Wegespuren.             | 28971436 | BW   |
| 52° 14′ 11″ N, 9° 36′ 34″ O | Bredenbeck 23, Grabhügel |                                                                       | 28971437 | BW   |
| 52° 14′ 9″ N, 9° 35′ 31″ O  | Bredenbeck 24, Grabhügel | Durchmesser ca. 10 m und Höhe ca. 0,7 m.                              | 28971533 | BW   |
| 52° 14′ 29″ N, 9° 37′ 38″ O | Bredenbeck 25, Grabhügel | Durchmesser ca. 14 m und Höhe ca. 0,9 m, einige Steine sowie Farn.    | 28971534 | BW   |
| 52° 14′ 27″ N, 9° 37′ 39″ O | Bredenbeck 26, Grabhügel | Durchmesser ca. 15 m und Höhe ca. 0,6 m, am Rand ältere Eingrabungen. | 28971535 | BW   |
| 52° 14′ 23″ N, 9° 37′ 52″ O | Bredenbeck 27, Grabhügel | Durchmesser ca. 10 m und Höhe ca. 0,4 m.                              | 28971536 | BW   |
| 52° 14′ 33″ N, 9° 37′ 6″ O  | Bredenbeck 28, Grabhügel | Durchmesser ca. 18 m und Höhe ca. 0,7 m.                              | 28971532 | BW   |
| 52° 14′ 30″ N, 9° 37′ 3″ O  | Bredenbeck 29, Grabhügel | Durchmesser ca. 12 m und Höhe ca. 0,35 m.                             | 28971538 | BW   |
| 52° 15′ 9″ N, 9° 34′ 57″ O  | Bredenbeck 31, Grabhügel |                                                                       | 28971540 | BW   |
| 52° 15′ 5″ N, 9° 35′ 3″ O   | Bredenbeck 32, Grabhügel | Durchmesser ca. 14 m und Höhe ca. 0,6 m.                              | 28971541 | BW   |
| 52° 14′ 21″ N, 9° 36′ 45″ O | Bredenbeck 51, Grabhügel | Durchmesser ca. 10 m und Höhe ca. 0,5 m.                              | 28905664 | BW   |
| 52° 14′ 25″ N, 9° 36′ 51″ O | Bredenbeck 52, Grabhügel |                                                                       | 28905667 | BW   |
| 52° 14′ 24″ N, 9° 36′ 51″ O | Bredenbeck 53, Grabhügel |                                                                       | 28903785 | BW   |

### Bredenbeck 1
- ID:28971417
- Grabhügelfeld

| Lage                        | Bezeichnung   | Beschreibung | ID       | Bild |
| --------------------------- | ------------- | --- | -------- | ---- |
| 52° 13′ 52″ N, 9° 37′ 46″ O | Bredenbeck 1  | Durchmesser ca. 10 m und Höhe ca. 0,5 m. | 28973153 | BW   |
| 52° 13′ 52″ N, 9° 37′ 47″ O | Bredenbeck 2  | Durchmesser ca. 18 m und Höhe ca. 1,2 m. Zentrum durch großen Kopfstich zerstört.                                                                              | 28973154 | BW   |
| 52° 13′ 52″ N, 9° 37′ 48″ O | Bredenbeck 3  | Durchmesser ca. 12 m und Höhe ca. 0,8 m. | 28971407 | BW   |
| 52° 13′ 52″ N, 9° 37′ 51″ O | Bredenbeck 4  | Durchmesser ca. 8 m und Höhe ca. 0,35 m. Am Rand ein Weg. Eingrabung mit freiliegenden Steinen.                                                                | 28900161 | BW   |
| 52° 13′ 51″ N, 9° 37′ 50″ O | Bredenbeck 5  | Durchmesser ca. 10 m und Höhe ca. 0,5 m. | 28971409 | BW   |
| 52° 13′ 54″ N, 9° 38′ 0″ O  | Bredenbeck 6  | Durchmesser ca. 13 m und Höhe ca. 0,5 m. In der Mitte eine neuere Eingrabung, ca. 1 × 0,6 m, ca. 0,2 m tief. Steine freigelegt und um die Eingrabung verteilt. | 28971410 | BW   |
| 52° 13′ 55″ N, 9° 37′ 58″ O | Bredenbeck 7  | Durchmesser ca. 7 m und Höhe ca. 0,35 m. | 28971411 | BW   |
| 52° 13′ 55″ N, 9° 37′ 57″ O | Bredenbeck 8  | Durchmesser ca. 10 m und Höhe ca. 0,5 m. | 28971412 | BW   |
| 52° 13′ 56″ N, 9° 37′ 55″ O | Bredenbeck 9  | Durchmesser ca. 13 m und Höhe ca. 0,6 m. | 28971408 | BW   |
| 52° 13′ 55″ N, 9° 37′ 54″ O | Bredenbeck 10 | Durchmesser ca. 10 m und Höhe ca. 0,5 m. | 28971414 | BW   |
| 52° 13′ 56″ N, 9° 37′ 54″ O | Bredenbeck 11 | Durchmesser ca. 12 m und Höhe ca. 0,5 m. | 28971415 | BW   |

### Bredenbeck 12
- ID:28971428
- Grabhügelfeld

| Lage                       | Bezeichnung   | Beschreibung | ID       | Bild |
| -------------------------- | ------------- | --- | -------- | ---- |
| 52° 14′ 4″ N, 9° 37′ 28″ O | Bredenbeck 12 | Durchmesser ca. 10 m und Höhe ca. 0,4 m.                                                                                            | 28971418 | BW   |
| 52° 14′ 5″ N, 9° 37′ 33″ O | Bredenbeck 13 | | 28971420 | BW   |
| 52° 14′ 6″ N, 9° 37′ 31″ O | Bredenbeck 14 | Durchmesser ca. 7 m und Höhe ca. 0,4 m. Einige große Steine ragen heraus. In der Kuppe Eingrabung ca. 3 m × 1,5 m, Tiefe ca. 0,3 m. | 28971422 | BW   |
| 52° 14′ 5″ N, 9° 37′ 40″ O | Bredenbeck 15 | Durchmesser ca. 12 m und Höhe ca. 0,6 m. Trichterförmige Eingrabung 3 × 2 m, Tiefe ca. 1 m.                                         | 28971426 | BW   |
| 52° 14′ 4″ N, 9° 37′ 38″ O | Bredenbeck 16 | Durchmesser ca. 10 m und Höhe ca. 0,5 m. Auf der Kuppe ältere Eingrabung 1,2 m L. und 1 m Br. und 0,2 m tief.                       | 28971427 | BW   |

## Holtensen bei Weetzen
| Lage                        | Bezeichnung                         | Beschreibung | ID       | Bild |
| --------------------------- | ----------------------------------- | --- | -------- | ---- |
| 52° 14′ 57″ N, 9° 38′ 56″ O | Holtensen bei Weetzen 1, Grabhügel  | Durchmesser ca. 14 m und Höhe ca. 0,7 m. Kuppe stark abgeflacht. | 28971537 | BW   |
| 52° 14′ 57″ N, 9° 38′ 57″ O | Holtensen bei Weetzen 2, Grabhügel  | Durchmesser ca. 14 m und Höhe ca. 0,7 m. Kuppe abgeflacht. | 28971543 | BW   |
| 52° 14′ 58″ N, 9° 38′ 59″ O | Holtensen bei Weetzen 3, Grabhügel  | Durchmesser ca. 20 m und Höhe ca. 1 m. Kuppe abgeflacht, über den südl. Bereich Treckerspuren. | 28971552 | BW   |
| 52° 15′ 3″ N, 9° 39′ 2″ O   | Holtensen bei Weetzen 4, Grabhügel  | Durchmesser ca. 10 m und Höhe ca. 0,5 m. Um den Hügelfuß flacher Graben. | 28971553 | BW   |
| 52° 14′ 53″ N, 9° 38′ 47″ O | Holtensen bei Weetzen 7, Landwehr   | Landwehr, ursprüngliche Länge ca. 800 m. Westliches Teilstück (ca. 500 m) in Ackerland abgetragen. Mittleres Teilstück auf ca. 180 m Länge gut erhalten: zwei parallele Wälle mit jeweils vorgelagertem Graben in W-O-Richtung in Abstand von ca. 17 m; Wallbreite jeweils ca. 4 m; Höhe bis 0,7 m; Grabenbreite bis 5 m; Tiefe bis 0,7 m. Zeitstellung unsicher, wohl spätmittelalterlich bis frühneuzeitlich. | 28971876 |      |
| 52° 14′ 53″ N, 9° 38′ 55″ O | Holtensen bei Weetzen 8, Grenzstein | | 28956813 |      |
| 52° 15′ 4″ N, 9° 39′ 8″ O   | Holtensen bei Weetzen 9, Grenzstein | | 28956812 | BW   |
| 52° 15′ 45″ N, 9° 39′ 2″ O  | Holtensen bei Weetzen 21, Grabhügel | Durchmesser ca. 13 m und Höhe ca. 0,8 m. Annähernd rund, über südl. Bereich ein Waldweg. | 40407026 |      |